# Миљевци (Нова Буковица)
Миљевци су насељено место у саставу општине Нова Буковица у Вировитичко-подравској жупанији, Република Хрватска.

## Историја
До територијалне реорганизације у Хрватској налазили су се у саставу старе општине Подравска Слатина.

## Становништво
На попису становништва 2011. године, Миљевци су имали 317 становника.

## Попис 1991.
На попису становништва 1991. године, насељено место Миљевци је имало 441 становника, следећег националног састава:
| Попис 1991.‍  | Попис 1991.‍  | Попис 1991.‍ | Попис 1991.‍ | Попис 1991.‍ |
| ------------ | ------------ | ----------- | ----------- | ----------- |
|              |              |             |             |             |
| Хрвати       | Хрвати       |             | 353         | 80,04%      |
| Срби         | Срби         |             | 64          | 14,51%      |
| Југословени  | Југословени  |             | 6           | 1,36%       |
| Словенци     | Словенци     |             | 4           | 0,90%       |
| Бугари       | Бугари       |             | 1           | 0,22%       |
| неопредељени | неопредељени |             | 4           | 0,90%       |
| непознато    | непознато    |             | 9           | 2,04%       |
| укупно: 441  |              |             |             |             |